# Playoffs de la Euroliga 2025
Los playoffs de la Euroliga 2025, conocidos como Playoffs de la Euroliga Turkish Airlines 2025 por motivos de patrocinio, fueron la segunda fase de postemporada de la competición de baloncesto de la Euroliga 2024-25. Comenzaron el 15 de abril de 2025, con los partidos de play-in, y finalizaron el 6 de mayo de 2025. Los seis primeros clasificados de la temporada regular se clasificaron directamente para los play-offs, mientras que los equipos ubicados del séptimo al décimo lugar lucharán por los dos puestos restantes en un torneo de play-in. Los play-offs consisten en cuatro series de dos equipos cada una, que se jugarán al mejor de cinco. Los ganadores de cada serie de play-offs avanzaron a la Final Four, que determinará al campeón de la Euroliga para la temporada 2024-25. 

## Equipos clasificados
|                                                                       | Equipo                    | J  | G  | P  | PF   | PC   | DP  |
| --------------------------------------------------------------------- | ------------------------- | -- | -- | -- | ---- | ---- | --- |
| 1                                                                     | Olympiacos El Pireo       | 34 | 24 | 10 | 2941 | 2770 | 171 |
| 2                                                                     | Fenerbahce Beko Estambul  | 34 | 23 | 11 | 2829 | 2760 | 69  |
| 3                                                                     | Panathinaikos Atenas      | 34 | 22 | 12 | 2990 | 2843 | 147 |
| 4                                                                     | AS Mónaco                 | 34 | 21 | 13 | 2913 | 2801 | 112 |
| 5                                                                     | FC Barcelona              | 34 | 20 | 14 | 2966 | 2837 | 129 |
| 6                                                                     | Anadolu Efes Estambul     | 34 | 20 | 14 | 2941 | 2788 | 153 |
| 7                                                                     | Real Madrid               | 34 | 20 | 14 | 2870 | 2797 | 73  |
| 8                                                                     | Paris Basketball          | 34 | 19 | 15 | 2940 | 2910 | 30  |
| 9                                                                     | FC Bayern Múnich          | 34 | 19 | 15 | 2965 | 2984 | -19 |
| 10                                                                    | Crvena zvezda Meridianbet | 34 | 18 | 16 | 2776 | 2714 | 62  |
| Fuente: Euroliga; : clasificados a playoffs; : clasificados a play-in |                           |    |    |    |      |      |     |

### Desempates
En caso de que dos equipos estén empatados, el desempate se hará en base a los resultados cara a cara entre ambos durante la temporada regular.
Si hay más de dos equipos empatados, se realiza una liguilla entre los equipos involucrados, teniendo en cuenta las victorias entre ellos y los puntos a favor y en contra. Si persiste el empate, se realiza la misma clasificación nuevamente, pero sólo entre los equipos que sigan empatados, hasta que el desempate se resuelva por completo. Si persiste el empate, se emplearán los puntos a favor y en contra entre los equipos que sigan empatados.

## Play-in
Según el nuevo formato, los equipos clasificados del séptimo al décimo se enfrentarán en el enfrentamiento de play-in. En cada partido ejerce como local el equipo con el récord más alto de la temporada regular. El 7.º y 8.º clasificado se enfrentan entre ellos, y el ganador accede directamente a los playoffs. El perdedor se medirá por la segunda plaza en juego contra el ganador del enfrentamiento entre el 9.º y el 10.º clasificado.
|  | 15 de abril | 15 de abril               | 15 de abril   |    |   | 18 de abril | 18 de abril | 18 de abril |   |             | Clasificados | Clasificados     | Clasificados |
|  |             |                           |               |    |   |             |             |             |   |             |              |                  |              |
|  | 7           | Real Madrid               | 73            |    |   |             |             |             |   |             |              |                  |              |
|  | 8           | Paris Basketball          | 81            |    |   |             |             |             |   |             | 8            | Paris Basketball | 7.ºPO        |
|  |             |                           |               |    | 7 | Real Madrid | 93          |             | 7 | Real Madrid | 8.ºPO        |                  |              |
|  |             | 9                         | Bayern Múnich | 71 |   |             |             |             |   |             |              |                  |              |
|  | 9           | Bayern Múnich             | 97            |    |   |             |             |             |   |             |              |                  |              |
|  | 10          | Crvena zvezda Meridianbet | 93            |    |   |             |             |             |   |             |              |                  |              |

### Partidos
| 15 de abril Play-in A | Real Madrid                                                        | 73–81                                 | Paris Basketball                                                          | Madrid |  |
| 21:00 (CEST)          | Parciales: 22–27, 14–19, 22–16, 15–19                              | Parciales: 22–27, 14–19, 22–16, 15–19 | Parciales: 22–27, 14–19, 22–16, 15–19                                     | |  |
|                       | Estadísticas F. Campazzo 17 G. Deck 8 F. Campazzo 5 F. Campazzo 23 | Reporte Pts Reb Asts Val              | Estadísticas 23 T. Shorts 7 T. Ward, M. Jantunen 9 T. Shorts 27 T. Shorts | Pabellón: Movistar Arena Asistencia: 11 086 espectadores Árbitros: Ilija Belošević Robert Lottermoser Borys Ryzhyk |  |

| 15 de abril Play-in B | Bayern Múnich                                                      | 97–93 (OT)                                         | Crvena zvezda Meridianbet                                                                        | Múnich |  |
| 20:30 (CEST)          | Parciales: 21–23, 18–23, 32–15, 13–23 (T.E.: 13–9)                 | Parciales: 21–23, 18–23, 32–15, 13–23 (T.E.: 13–9) | Parciales: 21–23, 18–23, 32–15, 13–23 (T.E.: 13–9)                                               | |  |
|                       | Estadísticas D. Booker 21 V. Lučić 8 N. Weiler-Babb 6 D. Booker 25 | Reporte Pts Reb Asts Val                           | Estadísticas 30 F. Petrušev 7 C. Miller-McIntyre, N. Kalinić 8 C. Miller-McIntyre 32 F. Petrušev | Pabellón: SAP Garden Asistencia: 11 200 espectadores Árbitros: Miguel Ángel Pérez Emin Moğulkoç Artūras Šukys |  |

| 18 de abril Play-in C | Real Madrid                                                         | 93–71                                 | Bayern Múnich                                                                                   | Madrid                                                                     |  |
| 20:45 (CEST)          | Parciales: 33–17, 19–16, 21–22, 20–16                               | Parciales: 33–17, 19–16, 21–22, 20–16 | Parciales: 33–17, 19–16, 21–22, 20–16                                                           |                                                                            |  |
|                       | Estadísticas M. Hezonja 19 M. Hezonja 7 F. Campazzo 5 M. Hezonja 24 | Reporte Pts Reb Asts Val              | Estadísticas 19 S. Napier 4 S. Napier, J. Voigtmann 4 N. Weiler-Babb, J. Voigtmann 22 S. Napier | Pabellón: Movistar Arena Árbitros: Damir Javor Mehdi Difallah Gytis Vilius |  |

## Playoffs
Las series de playoffs son al mejor de cinco. El primer equipo en ganar tres partidos gana la serie. Se utiliza un formato 2–2–1: los equipos con ventaja de local juegan los partidos 1, 2 y 5 en casa, mientras que sus oponentes organizan los partidos 3 y 4. Los partidos 4 y 5 solo se juegan si es necesario. Los cuatro equipos ganadores avanzan a la Final Four.
| Equipo 1      | Series | Equipo 2         | 1.er partido | 2.º partido | 3.er partido | 4.º partido | 5.º partido |
| ------------- | ------ | ---------------- | ------------ | ----------- | ------------ | ----------- | ----------- |
| Olympiacos    | 3–1    | Real Madrid      | 84–72        | 77–71       | 72–80        | 86–84       | —           |
| Fenerbahçe    | 3–0    | Paris Basketball | 83–78        | 89–72       | 98–88 (OT)   | —           | —           |
| Panathinaikos | 3–2    | Anadolu Efes     | 87–83        | 76–79       | 81–77        | 82–85       | 75–67       |
| Mónaco        | 3–2    | Barcelona        | 97–80        | 92–79       | 89–100       | 72–79       | 85–84       |

### Partidos
Olympiacos vs. Real Madrid
| 23 de abril de 2025 | Olympiacos                                                             | 84–72                                 | Real Madrid                                                                | El Pireo |  |  |
| 21:30 (EEST)        | Parciales: 27–14, 20–15, 17–22, 20–21                                  | Parciales: 27–14, 20–15, 17–22, 20–21 | Parciales: 27–14, 20–15, 17–22, 20–21                                      | |  |  |
|                     | Estadísticas S. Vezenkov 23 N. Milutinov 8 L. Vildoza 5 S. Vezenkov 31 | Reporte Pts Reb Asts Val              | Estadísticas 16 S. Llull 5 M. Hezonja, U. Garuba 5 F. Campazzo 12 S. Llull | Pabellón: Estadio de la Paz y la Amistad Asistencia: 12 349 espectadores Árbitros: Saša Pukl Carmelo Paternicò Milan Nedović |  |  |
| 1-0                 |                                                                        |                                       |                                                                            | |  |  |
|                     |                                                                        |                                       |                                                                            | |  |  |

| 25 de abril de 2025 | Olympiacos                                                            | 77–71                                 | Real Madrid                                                      | El Pireo |  |  |
| 21:30 (EEST)        | Parciales: 15–25, 23–13, 19–16, 20–17                                 | Parciales: 15–25, 23–13, 19–16, 20–17 | Parciales: 15–25, 23–13, 19–16, 20–17                            | |  |  |
|                     | Estadísticas S. Vezenkov 22 S. Vezenkov 7 T. Walkup 6 N. Milutinov 23 | Reporte Pts Reb Asts Val              | Estadísticas 22 M. Hezonja 8 M. Hezonja 4 S. Llull 24 M. Hezonja | Pabellón: Estadio de la Paz y la Amistad Asistencia: 12 349 espectadores Árbitros: Sreten Radović Oļegs Latiševs Uroš Nikolić |  |  |
| 2-0                 |                                                                       |                                       |                                                                  | |  |  |
|                     |                                                                       |                                       |                                                                  | |  |  |

| 29 de abril de 2025 | Real Madrid                                                                    | 80–72                                 | Olympiacos                                                           | Madrid |  |  |
| 21:00 (CEST)        | Parciales: 28–21, 10–23, 20–12, 22–16                                          | Parciales: 28–21, 10–23, 20–12, 22–16 | Parciales: 28–21, 10–23, 20–12, 22–16                                | |  |  |
|                     | Estadísticas W. Tavares 15 Tres jugadores 5 A. Abalde 6 D. Musa, W. Tavares 20 | Reporte Pts Reb Asts Val              | Estadísticas 21 S. Vezenkov 9 S. Vezenkov 6 T. Walkup 26 S. Vezenkov | Pabellón: Movistar Arena Asistencia: 10 187 espectadores Árbitros: Ilija Belošević Mehdi Difallah Luka Kardum |  |  |
| 2-1                 |                                                                                |                                       |                                                                      | |  |  |
|                     |                                                                                |                                       |                                                                      | |  |  |

| 1 de mayo de 2025 | Real Madrid                                                                 | 84–86                                 | Olympiacos                                                              | Madrid |  |  |
| 21:00 (CEST)      | Parciales: 21–16, 26–26, 18–26, 19–18                                       | Parciales: 21–16, 26–26, 18–26, 19–18 | Parciales: 21–16, 26–26, 18–26, 19–18                                   | |  |  |
|                   | Estadísticas M. Hezonja 21 M. Hezonja, A. Feliz 6 A. Abalde 7 M. Hezonja 18 | Reporte Pts Reb Asts Val              | Estadísticas 23 E. Fournier 8 N. Milutinov 6 S. Vezenkov 18 E. Fournier | Pabellón: Movistar Arena Asistencia: 11 368 espectadores Árbitros: Damir Javor Milivoje Jovčić Milan Nedovic |  |  |
| 3-1               |                                                                             |                                       |                                                                         | |  |  |
|                   |                                                                             |                                       |                                                                         | |  |  |

Fenerbahçe vs. Paris Basketball
| 22 de abril de 2025 | Fenerbahçe                                                       | 83–78                                 | Paris Basketball                                                      | Estambul |  |  |
| 20:45 (TRT)         | Parciales: 18–22, 31–20, 14–20, 20–16                            | Parciales: 18–22, 31–20, 14–20, 20–16 | Parciales: 18–22, 31–20, 14–20, 20–16                                 | |  |  |
|                     | Estadísticas W. Baldwin 15 N. Hayes-Davis 6 D. Hall 4 D. Hall 17 | Reporte Pts Reb Asts Val              | Estadísticas 21 N. Hifi 5 T. Ward, M. Jantunen 7 T. Shorts 23 T. Ward | Pabellón: Ülker Sports Arena Asistencia: 12 780 espectadores Árbitros: Juan Carlos García Carlos Cortés Kristaps Konstantinovs |  |  |
| 1-0                 |                                                                  |                                       |                                                                       | |  |  |
|                     |                                                                  |                                       |                                                                       | |  |  |

| 24 de abril de 2025 | Fenerbahçe                                                                   | 89–72                                 | Paris Basketball                                                               | Estambul |  |  |
| 20:45 (TRT)         | Parciales: 29–20, 32–18, 15–19, 13–15                                        | Parciales: 29–20, 32–18, 15–19, 13–15 | Parciales: 29–20, 32–18, 15–19, 13–15                                          | |  |  |
|                     | Estadísticas T. Biberović 20 N. Hayes-Davis 7 M. Gudurić 5 N. Hayes-Davis 26 | Reporte Pts Reb Asts Val              | Estadísticas 18 T. Shorts 6 L. Cavalière, M. Jantunen 4 T. Shorts 17 T. Shorts | Pabellón: Ülker Sports Arena Asistencia: 12 813 espectadores Árbitros: Miguel Ángel Pérez Emilio Pérez Ioannis Foufis |  |  |
| 2-0                 |                                                                              |                                       |                                                                                | |  |  |
|                     |                                                                              |                                       |                                                                                | |  |  |

| 29 de abril de 2025 | Paris Basketball                                             | 88–98 (OT)                                         | Fenerbahçe                                                             | París                                                                                                   |  |  |
| 20:30 (CEST)        | Parciales: 18–20, 22–26, 21–17, 19–17 (T.E.: 8–18)           | Parciales: 18–20, 22–26, 21–17, 19–17 (T.E.: 8–18) | Parciales: 18–20, 22–26, 21–17, 19–17 (T.E.: 8–18)                     | |  |  |
|                     | Estadísticas T. Shorts 29 K. Hayes 8 T. Shorts 4 K. Hayes 17 | Reporte Pts Reb Asts Val                           | Estadísticas 21 T. Biberović 9 K. Birch 6 W. Baldwin 24 N. Hayes-Davis | Pabellón: Adidas Arena Asistencia: 7424 espectadores Árbitros: Carlos Peruga Milan Nedovic Jordi Aliaga |  |  |
| 3-0                 |                                                              |                                                    |                                                                        | |  |  |
|                     |                                                              |                                                    |                                                                        | |  |  |

Panathinaikos vs. Anadolu Efes
| 22 de abril de 2025 | Panathinaikos                                                                | 87–83                                 | Anadolu Efes                                                                   | Marusi |  |  |
| 21:30 (EEST)        | Parciales: 21–18, 19–30, 24–24, 23–11                                        | Parciales: 21–18, 19–30, 24–24, 23–11 | Parciales: 21–18, 19–30, 24–24, 23–11                                          | |  |  |
|                     | Estadísticas J. Hernangómez 20 J. Hernangómez 16 K. Nunn 5 J. Hernangómez 40 | Reporte Pts Reb Asts Val              | Estadísticas 17 S. Larkin, V. Poirier 8 V. Poirier 5 D. Thompson 29 V. Poirier | Pabellón: OAKA Arena Asistencia: 18 890 espectadores Árbitros: Ilija Belošević Mehdi Difallah Artūras Šukys |  |  |
| 1-0                 |                                                                              |                                       |                                                                                | |  |  |
|                     |                                                                              |                                       |                                                                                | |  |  |

| 24 de abril de 2025 | Panathinaikos                                                | 76–79                                 | Anadolu Efes                                                                    | Marusi                                                                                                   |  |  |
| 21:30 (EEST)        | Parciales: 29–17, 13–19, 18–14, 16–29                        | Parciales: 29–17, 13–19, 18–14, 16–29 | Parciales: 29–17, 13–19, 18–14, 16–29                                           | |  |  |
|                     | Estadísticas C. Osman 16 K. Mitoglou 6 K. Nunn 6 J. Grant 18 | Reporte Pts Reb Asts Val              | Estadísticas 20 S. Larkin 10 V. Poirier 5 S. Larkin, P. Dozier Jr. 27 S. Larkin | Pabellón: OAKA Arena Asistencia: 18 888 espectadores Árbitros: Carlos Peruga Damir Javor Tomislav Hordov |  |  |
| 1-1                 |                                                              |                                       |                                                                                 | |  |  |
|                     |                                                              |                                       |                                                                                 | |  |  |

| 30 de abril de 2025 | Anadolu Efes                                                  | 77–81                                 | Panathinaikos                                              | Estambul |  |  |
| 20:45 (TRT)         | Parciales: 23–20, 16–25, 15–18, 23–18                         | Parciales: 23–20, 16–25, 15–18, 23–18 | Parciales: 23–20, 16–25, 15–18, 23–18                      | |  |  |
|                     | Estadísticas S. Larkin 17 E. Bryant 7 S. Larkin 4 D. Oturu 19 | Reporte Pts Reb Asts Val              | Estadísticas 25 K. Nunn 6 K. Mitoglou 4 K. Nunn 31 K. Nunn | Pabellón: Sinan Erdem Spor Salonu Asistencia: 9967 espectadores Árbitros: Robert Lottermoser Emilio Pérez Gytis Vilius |  |  |
| 2-1                 |                                                               |                                       |                                                            | |  |  |
|                     |                                                               |                                       |                                                            | |  |  |

| 2 de mayo de 2025 | Anadolu Efes                                                          | 85–82                                 | Panathinaikos                                                      | Estambul |  |  |
| 20:30 (TRT)       | Parciales: 21–18, 17–15, 22–26, 25–23                                 | Parciales: 21–18, 17–15, 22–26, 25–23 | Parciales: 21–18, 17–15, 22–26, 25–23                              | |  |  |
|                   | Estadísticas E. Bryant 19 Cuatro jugadores 4 S. Larkin 9 S. Larkin 17 | Reporte Pts Reb Asts Val              | Estadísticas 22 C. Osman 8 Ö. Yurtseven 6 K. Sloukas 26 K. Sloukas | Pabellón: Sinan Erdem Spor Salonu Asistencia: 10 000 espectadores Árbitros: Miguel Ángel Pérez Juan Carlos García Artūras Šukys |  |  |
| 2-2               |                                                                       |                                       |                                                                    | |  |  |
|                   |                                                                       |                                       |                                                                    | |  |  |

| 6 de mayo de 2025 | Panathinaikos                                                       | 75–67                                 | Anadolu Efes                                                       | Marusi |  |  |
| 21:45 (EEST)      | Parciales: 18–10, 23–20, 12–16, 22–21                               | Parciales: 18–10, 23–20, 12–16, 22–21 | Parciales: 18–10, 23–20, 12–16, 22–21                              | |  |  |
|                   | Estadísticas C. Osman 28 J. Hernangómez 11 K. Sloukas 8 C. Osman 32 | Reporte Pts Reb Asts Val              | Estadísticas 16 E. Bryant 6 R. Šmits 4 Tres jugadores 13 E. Bryant | Pabellón: OAKA Arena Asistencia: 18 825 espectadores Árbitros: Carlos Peruga Robert Lottermoser Emilio Pérez |  |  |
| 3-2               |                                                                     |                                       |                                                                    | |  |  |
|                   |                                                                     |                                       |                                                                    | |  |  |

Mónaco vs. Barcelona
| 23 de abril de 2025 | Mónaco                                                                | 97–80                                 | Barcelona                                                   | Mónaco |  |  |
| 19:00 (CEST)        | Parciales: 21–25, 23–17, 32–17, 21–21                                 | Parciales: 21–25, 23–17, 32–17, 21–21 | Parciales: 21–25, 23–17, 32–17, 21–21                       | |  |  |
|                     | Estadísticas D. Theis, M. James 22 T. Tarpey 6 E. Okobo 7 E. Okobo 26 | Reporte Pts Reb Asts Val              | Estadísticas 16 K. Punter 14 Y. Fall 3 J. Veselý 25 Y. Fall | Pabellón: Salle Gaston Médecin Asistencia: 5000 espectadores Árbitros: Emin Moğulkoç Piotr Pastusiak Miloš Koljenšić |  |  |
| 1-0                 |                                                                       |                                       |                                                             | |  |  |
|                     |                                                                       |                                       |                                                             | |  |  |

| 25 de abril de 2025 | Mónaco                                                        | 92–79                                 | Barcelona                                                      | Mónaco |  |  |
| 19:00 (CEST)        | Parciales: 26–19, 23–21, 31–24, 12–15                         | Parciales: 26–19, 23–21, 31–24, 12–15 | Parciales: 26–19, 23–21, 31–24, 12–15                          | |  |  |
|                     | Estadísticas A. Diallo 21 A. Diallo 6 E. Okobo 8 M. Jaiteh 27 | Reporte Pts Reb Asts Val              | Estadísticas 16 J. Parker 9 J. Parker 6 J. Parker 21 J. Parker | Pabellón: Salle Gaston Médecin Asistencia: 5000 espectadores Árbitros: Robert Lottermoser Milivoje Jovčić Michele Rossi |  |  |
| 2-0                 |                                                               |                                       |                                                                | |  |  |
|                     |                                                               |                                       |                                                                | |  |  |

| 30 de abril de 2025 | Barcelona                                                                          | 100–89                                | Mónaco                                                                      | Barcelona                                                                                                   |  |  |
| 19:00 (CEST)        | Parciales: 24–27, 27–12, 23–27, 26–23                                              | Parciales: 24–27, 27–12, 23–27, 26–23 | Parciales: 24–27, 27–12, 23–27, 26–23                                       | |  |  |
|                     | Estadísticas W. Hernangómez 19 W. Hernangómez 10 T. Satoranský 7 W. Hernangómez 31 | Reporte Pts Reb Asts Val              | Estadísticas 20 M. James 6 J. Blossomgame, D. Theis 12 M. James 33 M. James | Pabellón: Palau Blaugrana Asistencia: 5807 espectadores Árbitros: Saša Pukl Carmelo Paternicò Saulius Racys |  |  |
| 2-1                 |                                                                                    |                                       |                                                                             | |  |  |
|                     |                                                                                    |                                       |                                                                             | |  |  |

| 2 de mayo de 2025 | Barcelona                                                                                 | 79–72                                 | Mónaco                                                     | Barcelona |  |  |
| 20:45 (CEST)      | Parciales: 23–14, 12–24, 23–20, 21–14                                                     | Parciales: 23–14, 12–24, 23–20, 21–14 | Parciales: 23–14, 12–24, 23–20, 21–14                      | |  |  |
|                   | Estadísticas J. Parker 22 Y. Fall 8 T. Satoranský 7 W. Hernangómez, Y. Fall, J. Parker 15 | Reporte Pts Reb Asts Val              | Estadísticas 16 M. James 6 D. Theis 5 M. James 19 M. James | Pabellón: Palau Blaugrana Asistencia: 7018 espectadores Árbitros: Robert Lottermoser Emin Moğulkoç Tomislav Hordov |  |  |
| 2-2               |                                                                                           |                                       |                                                            | |  |  |
|                   |                                                                                           |                                       |                                                            | |  |  |

| 6 de mayo de 2025 | Mónaco                                                                 | 85–84                                 | Barcelona                                                                      | Mónaco |  |  |
| 19:00 (CEST)      | Parciales: 15–19, 30–20, 20–23, 20–22                                  | Parciales: 15–19, 30–20, 20–23, 20–22 | Parciales: 15–19, 30–20, 20–23, 20–22                                          | |  |  |
|                   | Estadísticas M. James 20 J. Blossomgame 6 M. James 5 G. Papagiannis 21 | Reporte Pts Reb Asts Val              | Estadísticas 19 K. Punter 10 Y. Fall 5 D. Brizuela, T. Satoranský 23 K. Punter | Pabellón: Salle Gaston Médecin Asistencia: 5000 espectadores Árbitros: Ilija Belošević Milan Nedovic Gytis Vilius |  |  |
| 3-2               |                                                                        |                                       |                                                                                | |  |  |
|                   |                                                                        |                                       |                                                                                | |  |  |